# Choi Sin Ting
Choi Sin Ting (chiń. 蔡倩婷; pinyin Cài Qiàntíng; ur. ?) – hongkońska lekkoatletka, skoczkini o tyczce.
Wielokrotna rekordzistka kraju.

## Rekordy życiowe
- Skok o tyczce – 3,55 (2017) rekord Hongkongu[1]